# جون كاميرون (سياسي)
جون كاميرون (بالإنجليزية: John Cameron)‏ هو سياسي أسترالي، ولد في 12 مارس 1845 في غيانا، وتوفي في 25 يونيو 1914 ببريزبان في أستراليا. انتخب عضو المجلس التشريعي ولاية كوينزلاند.